# Slowenien-Rundfahrt 2016
Die 23. Slowenien-Rundfahrt 2016 war ein slowenisches Straßenradrennen. Das Etappenrennen fand am 16. und am 19. Juni 2016 und gehörte zur UCI Europe Tour 2016 in der Kategorie 2.1.

## Teilnehmende Mannschaften
| WorldTeams (6)- Sky - Tinkoff - Katusha - Lampre-Merida - Orica-GreenEDGE - Dimension Data Professional Continental Teams (6)- Bora-Argon 18 - Bardiani CSF - Androni Giocattoli-Sidermec - Topsport Vlaanderen-Baloise - Gazprom-RusVelo - Nippo-Vini Fantini Continental Teams (6)- Adria Mobil - Radenska Ljubljana - Meridiana Kamen - Amplatz-BMC - Norda-MG.Kvis - SKC Tufo Prostějov Nationalmannschaft- Slowenien |
| |

## Etappen
| Etappe    | Datum    | Etappenorte                  | type                 | Länge (km) | Etappensieger    | Gesamtführender |
| --------- | -------- | ---------------------------- | -------------------- | ---------- | ---------------- | --------------- |
| 1. Etappe | 16. Jun. | Ljubljana – Koper            | Mittelschwere Etappe | 175,7      | Jens Keukeleire  | Jens Keukeleire |
| 2. Etappe | 17. Jun. | Nova Gorica – Golte          | Hochgebirgsetappe    | 217,2      | Rein Taaramäe    | Rein Taaramäe   |
| 3. Etappe | 18. Jun. | Celje – Celje Lodge          | Einzelzeitfahren     | 16,8       | Diego Ulissi     | Rein Taaramäe   |
| 4. Etappe | 19. Jun. | Rogaška Slatina – Novo mesto | Mittelschwere Etappe | 179,1      | Alexander Porsew | Rein Taaramäe   |

## Wertungstrikots
| Etappe         | Etappensieger    | Gesamtwertung   | Punktewertung   | Bergwertung   | Nachwuchswertung | Teamwertung                 |
| -------------- | ---------------- | --------------- | --------------- | ------------- | ---------------- | --------------------------- |
| 1              | Jens Keukeleire  | Jens Keukeleire | Jens Keukeleire | Marek Čanecký | Lorenzo Rota     | Lampre-Merida               |
| 2              | Rein Taaramäe    | Rein Taaramäe   | Jack Haig       | Jan Tratnik   | Egan Bernal      | Androni Giocattoli-Sidermec |
| 3              | Diego Ulissi     | Rein Taaramäe   | Jack Haig       | Jan Tratnik   | Egan Bernal      | Androni Giocattoli-Sidermec |
| 4              | Alexander Porsew | Rein Taaramäe   | Jack Haig       | Jan Tratnik   | Egan Bernal      | Androni Giocattoli-Sidermec |
| Wertungssieger | Wertungssieger   | Rein Taaramäe   | Jack Haig       | Jan Tratnik   | Egan Bernal      | Androni Giocattoli-Sidermec |